# Walter Thürmer (Bildhauer)
Walter Thürmer (* 30. September 1905 in Dresden; † 14. Januar 1996 ebenda) war ein deutscher Holzbildhauer und Denkmalpfleger.

## Leben

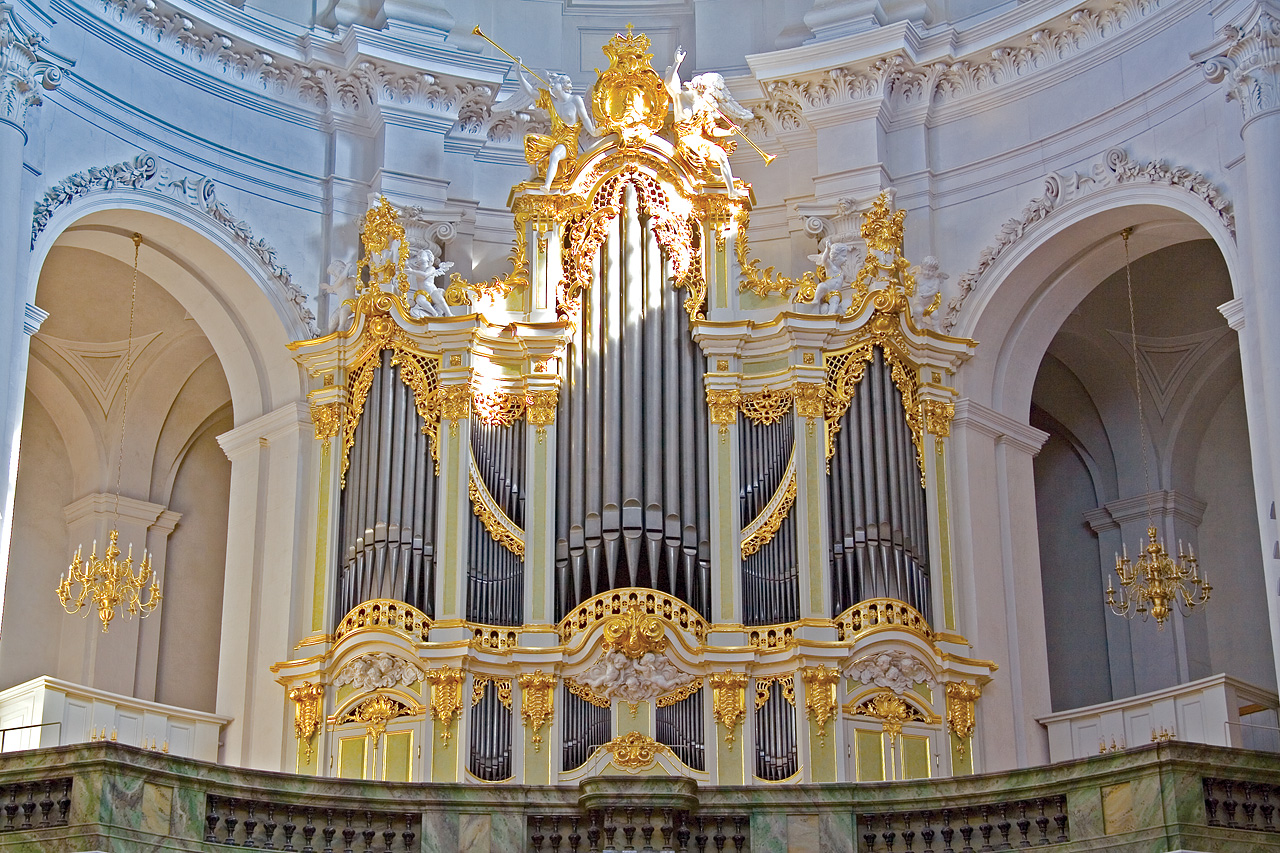
Lebenswerk Thürmers: Die Rekonstruktion des Orgelprospekts der Dresdner Kathedrale

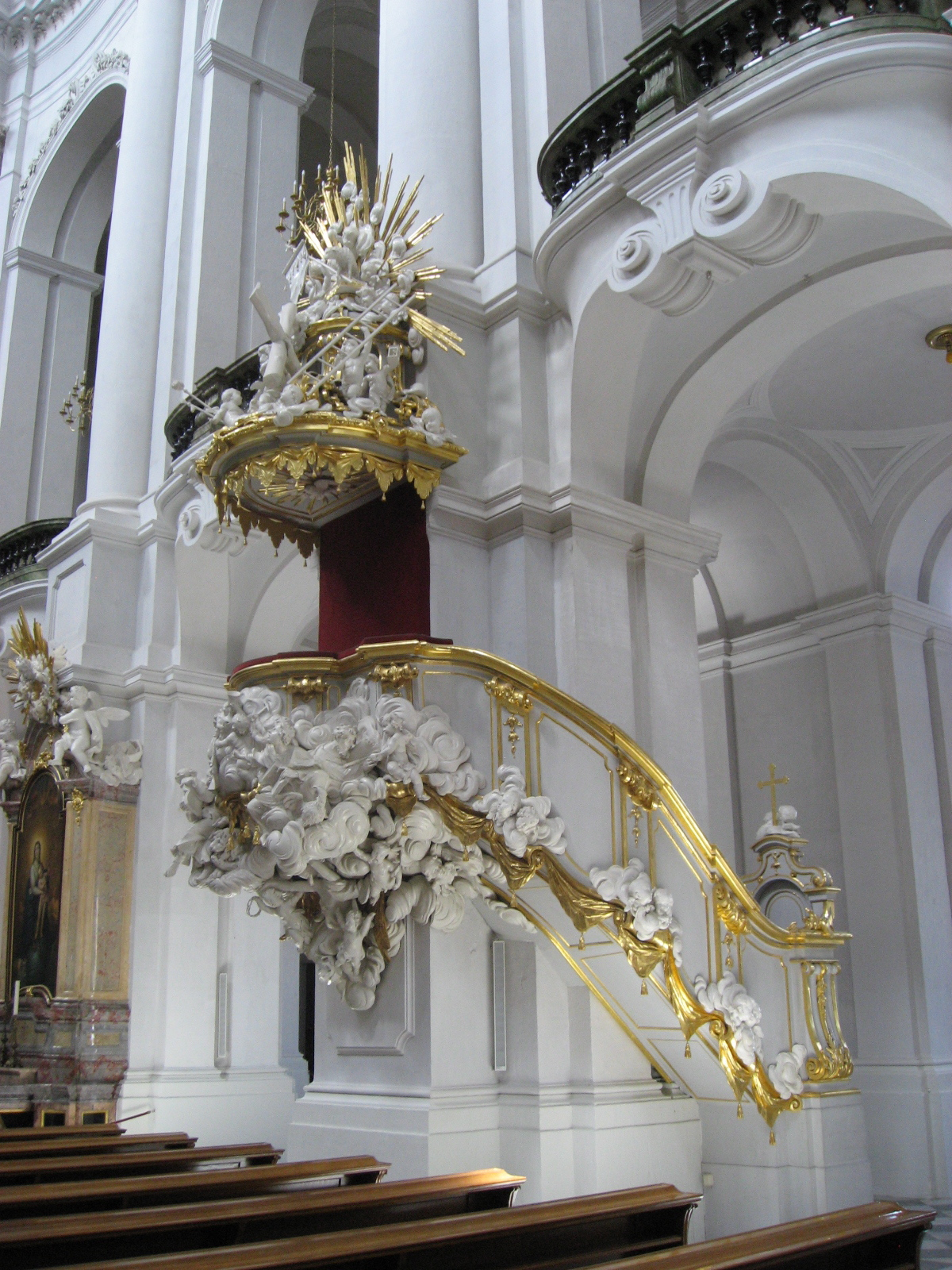
Thürmer rekonstruierte den Schalldeckel der Kanzel der Dresdner Kathedrale

Thürmer wurde zum Holzbildhauer ausgebildet und studierte von 1926 bis 1932 an der Kunstakademie Dresden Bildhauerei. Er wurde Meisterschüler bei Georg Wrba und Karl Albiker. Nach Ende des Zweiten Weltkriegs, zu dem er als Soldat eingezogen worden war, zog Thürmer 1954 nach Dresden und begann ab 1955, im Bereich der Denkmalpflege tätig zu werden. Er schuf Ergänzungen an der Kanzel der Johanniskirche  in Plauen und erregte durch seine einfühlsame Arbeit das Interesse von Hans Nadler, der ihn in der Folge mit weiteren Restaurierungs- und Rekonstruktionsarbeiten betraute.
Thürmer war auch in die Diskussion um den Erhalt der Dresdner Sophienkirche involviert. Sein Vorschlag, die Kirche reduziert wiederaufzubauen, wurde jedoch nicht umgesetzt.
Thürmers Lebenswerk wurde die Rekonstruktion des verbrannten Prospekts der Silbermann-Orgel in der Katholischen Hofkirche. Er begann mit der Rekonstruktion des Lindenholz-Prospekts im Alter von 62 Jahren und arbeitete bis weit in das 80. Lebensjahr daran. Die Fertigstellung des aufwändigen Prospekts erlebte Thürmer nicht mehr – es wurde von Thomas Jäger vollendet. Nahezu vollständig rekonstruierte Thürmer noch vor seinem Tod den Schalldeckel der Hofkirchenkanzel.

## Werke (Auswahl)
- vor 1955: Ergänzungsarbeiten an der Kanzel der St. Johanniskirche, Plauen
- Restaurierung des Gesprenges des Altars der Stiftskirche Ebersdorf
- Ergänzung des Renaissancealtars, unter anderem Gestaltung der Bekrönung, der Oberkirche St. Nicolai, Cottbus
- Treppenaufgang zur Kanzel der Oberkirche St. Nicolai, Cottbus
- Modell einer reduzierten Sophienkirche
- Prospekt der Silbermann-Orgel der Katholischen Hofkirche
- Kanzeldeckel der Katholischen Hofkirche in Dresden
- Umbau des Saals der Zschonermühle in Podemus zum Atelier